# Кулкенно
Кулкенно (англ. Coolkenno; ирл. Cuil Chaonaigh) — деревня в Ирландии, находится в графстве Карлоу (провинция Ленстер) у гор Уиклоу между Таллоу и Шиллейлой.